# Sommeracher Engelsberg
Sommeracher Engelsberg ist eine Einzel- und Großweinlage im Anbaugebiet Franken. Sie umfasst als Großlage Teile des Bereichs Volkacher Mainschleife am Maindreieck und bildet als Einzellage eine der drei Lagen der unterfränkischen Gemeinde Sommerach.

## Geografische Lage und Geologie
Die Weinlage liegt auf der sogenannten Weininsel nördlich des Ortes Sommerach. Sie nimmt weite Teile des 251 m hohen Engelsberges ein, der den nordöstlichen Teil der Insel dominiert, die südlichsten Rebstöcke wachsen dagegen auf dem 211 m hohen Leitersberg. Die Einzellage Engelsberg wird im Osten vom Mainkanal zwischen Volkach und Gerlachshausen begrenzt. Der Westen und Nordwesten wird von den beiden anderen Sommeracher Lagen Katzenkopf und Rosenberg beherrscht. Teile aller drei Lagen bilden zusammen die Großlage Engelsberg.
Die Einzellage Engelsberg nimmt eine Fläche von etwa 30 ha (2004) ein, was sie zur kleinsten der Sommeracher Lagen macht. Sie ist nach Westen und Süden ausgerichtet, wenige Weinflächen entlang der Volkacher Straße neigen sich auch in Richtung Südosten. Ähnlich wie die anderen Sommeracher Lagen wachsen die Reben auf Muschelkalk- und Flusssandböden mit hohem Lehmgehalt. Die Hangneigung des Engelberges beträgt 15 bis 35 %.

## Geschichte und Namensherkunft
Anders als die beiden anderen Sommeracher Lagen weist der Sommeracher Engelsberg keine so lange Geschichte auf. Zwar wurde der Name Engelsberg bereits in einer Aufstellung aller Flurnamen Sommerachs im Jahr 1910 erwähnt, wobei hier damals bereits Weinbau betrieben wurde. Allerdings ging der Name Engelsberg im Jahr 1971 verloren, als die vielen kleinen Weinlagen des Ortes aus Vermarktungsgründen zum Sommeracher Katzenkopf und Sommeracher Rosenberg zusammengefasst wurden.
Erst 1989 trug man auf Initiative des Sommeracher Wirtes Edmund Strobel vom Gasthof zum Weißen Lamm den Namen neuerlich in die Weinbergrolle ein. Strobels Vorstoß wurde von den örtlichen Winzern gut angenommen, sodass die Lage zeitweise die flächenmäßig zweitgrößte Sommeracher Weinlage war. Im Jahr 1990 erhielt der Schwarzacher Künstler Theophil Steinbrenner den Auftrag an der Straße zum Engelsberg eine Figurengruppe aus Bronze aufzustellen, die das Engelsmotiv aufgreift.

## Weingüter (Auswahl)
Mehrere renommierte Weingüter besitzen heute Rebstöcke am östlichsten Abschnitt des Engelsberges. Anders als die beiden anderen Sommeracher Lagen haben aber ausschließlich Winzer aus Sommerach selbst Parzellen in der Weinlage.
- Weingut am Engelsberg, Sommerach[6]
- Weingut Schlereth, Sommerach
- Weingut Weisses Lamm, Sommerach[7]

## Weinlagen der Großlage Engelsberg
Die Liste der Weinlagen orientiert sich an einer Aufstellung aller bayerischen Weinlagen, die von der Regierung von Unterfranken herausgegeben wurde. Sie ist alphabetisch geordnet. In der zweiten Spalte sind die Gemarkungen vermerkt, auf denen die Weinlage zu finden ist. Weiterhin sind die Flächen der Weinlagen aufgeführt. Die Bodenbeschaffenheit und ihre überwiegende Zusammensetzung ist in der Spalte Geologie ersichtlich. Anmerkungen enthalten wichtige historische Eckpunkte zu den einzelnen Lagen. 
Insgesamt umfasst der Sommeracher Engelsberg drei Einzellagen. Viele Lagen ziehen sich über mehrere Gemarkungen hin, wobei die Weinreben sich häufig auf einer Gemarkung konzentrieren (Beispiel Sommeracher Rosenberg, Hallburger Rosenberg). Die Lagen liegen kompakt, sodass keine Teilstücke einzelner Lagen bestehen. Einige Abschnitte der Lagen Katzenkopf und Rosenberg sind außerdem Teil der Großlage Volkacher Kirchberg.
| Name der Weinlage | Gemarkung(en) (Gemeinde)                       | Fläche (Jahr) | Geologie                                              | Geokoordinate                | Anmerkungen                                                                                       |
| ----------------- | ---------------------------------------------- | ------------- | ----------------------------------------------------- | ---------------------------- | ------------------------------------------------------------------------------------------------- |
| Engelsberg        | Gerlachshausen (Schwarzach am Main), Sommerach | 30 ha (2004)  | Oberer Muschelkalk, Flusssand                         | 49° 50′ 6″ N, 10° 12′ 59″ O  | Lage auf der Weininsel. Die Lage entstand erst im Jahr 1989.                                      |
| Katzenkopf        | Sommerach                                      | 180 ha (2004) | Oberer Muschelkalk, Lettenkeuper, Flugsand, Flusssand | 49° 50′ 7″ N, 10° 11′ 43″ O  | Lage auf der Weininsel. Im Jahr 1971 wurde der Katzenkopf aus insgesamt 23 Einzellagen gebildet.  |
| Rosenberg         | Hallburg (Volkach), Sommerach                  | 60 ha (2004)  | Oberer Muschelkalk, Lettenkeuper, Flugsand, Flusssand | 49° 50′ 10″ N, 10° 11′ 27″ O | Lage auf der Weininsel. Im Jahr 1971 wurde der Rosenberg aus insgesamt zehn Einzellagen gebildet. |